# NGC 2203

L'amas ouvert NGC 2203 par le télescope spatial Hubble.

NGC 2203 est un amas ouvert, situé dans la constellation de la Table. Il a été découvert par l'astronome britannique John Herschel en 1836.